# 2-я улица Дьяково Городище
2-я у́лица Дьяко́во Городи́ще  — улица в районе Нагатинский Затон Южного административного округа города Москвы на территории парка Коломенское.

## Название
До вхождения территории в состав Москвы в 1960 году, улица располагалась в деревне Дьяковское и носила название Новая улица. Нынешнее название утверждено 18 февраля 1966 года. Улица была названа по древнему поселению Дьяково Городище, находящемуся в этом районе.

## Транспорт
Метро «Каширская».